# Cerova (gmina Gornji Milanovac)
Cerova (cyr. Церова) – wieś w Serbii, w okręgu morawickim, w gminie Gornji Milanovac. W 2011 roku liczyła 71 mieszkańców.